# Self Help (The Walking Dead)
"Self Help" là tập thứ năm trong Phần 5 của series phim truyền hình The Walking Dead. Tập phim được phát sóng trên kênh AMC của Mỹ vào ngày 9 tháng 11 năm 2014. Khi phát sóng, tập phim đã được 13,53 triệu người xem trong đó có 7,0 triệu người từ 18-49 tuổi.

## Nội dung tập
Tập phim bắt đầu với cảnh nhóm của Abraham đang tiếp tục cuộc hành trình trên chiếc xe tìm thấy ở nhà thờ. Rosita nói rằng tóc của Abraham giờ đã dài rồi, và anh đùa lại rằng mình định sẽ trở thành một thợ sửa ống nước. Rosita nói rằng tối hôm đó cô sẽ cắt tóc cho anh.
Tara quay sang Eugene nói rằng tóc của anh cũng đã dài ở phần đuôi gáy và nói rằng anh nên cắt ngắn đi. Khi bị Tara đùa nhưng vẻ mặt Eugene vẫn có vẻ nghiêm nghị, cô liền hỏi anh rằng có chuyện gì không ổn không. Eugene liền đáp lại rằng anh vẫn đang suy nghĩ về những việc mà cha xứ Gabriel đã làm và thú nhận.
Maggie nói với Glenn rằng có lẽ Daryl và Carol đã quay trở lại và những người còn lại trong nhóm đang đi ngay sau họ. Maggie hỏi Eugene về việc sẽ mất bao lâu thời gian ngay sau khi đến nơiđể anh có thể làm những việc mình cần làm. Eugene nói rằng điều đó còn phụ thuộc vào rất nhiều yếu tố. Sau một hồi nghe Eugene giải thích, Glenn hỏi vì sao Eugene lại để tóc như vậy. Eugene đáp lại rằng vì anh thích kiểu tóc mullet đó, và sẽ không ai được cắt nó đi cả. Eugene nói rằng người thông minh nhất mà anh từng biết, T. Brooks Ellis rất thích mái tóc của anh.
Khi xe đi ngang qua một đám xác sống, động cơ xe bất ngờ bị chập, khiến xe đi chệch hướng và bị lật. Ngay sau khi xe lật, những xác sống xung quanh bắt đầu di chuyển đến gần.
Trong một cảnh flashback, Abraham đang đánh một người đàn ông tới chết bằng một lon vỏ hộp trong một cửa hàng tạp hóa. Abraham đứng dậy và dùng chân đạp thẳng vào cổ họng của người đó, giết chết hắn. Bên cạnh người vừa chết còn có xác của 3 kẻ khác cũng bị đánh chết bởi Abraham. Lúc này, Abraham liền quay đầu lại và cất tiếng gọi: "Ellen".
Quay trở lại thời điểm hiện tại, bên trong chiếc xe bị lật, Abraham cùng mọi người đã tỉnh dậy sau một hồi choáng váng do va đập bất ngờ. Động cơ bị chập đã phát ra lửa và bắt đầu khiến toàn bộ xe bị cháy. Abraham, Glenn, Maggie và Rosita liền ra ngoài từ cửa sau của xe và bắt đầu chiến đấu với những xác sống xung quanh. Khi chỉ còn Tara và Eugene ở bên trong xe, một xác sống bắt ngờ thò tay qua cửa sổ xe và cố tóm lấy Eugene. Tara đã giết chết nó, cô đưa cho Eugene một con dao và bảo anh hãy dũng cảm lên, sau đó cả hai cùng ra khỏi xe và chiến đấu cùng những người khác. Ban đầu, Eugene chỉ đứng một chỗ và tỏ vẻ sợ hãi, nhưng khi một xác sống tiến đến từ phía sau Tara mà cô không hay biết, Eugene đã tiến đến đâm chết nó để cứu mạng cô.
Sau khi tất cả những xác sống đã bị xử lý, Abraham nói Rosita hãy kiểm tra xem Eugene có bị sao không. Eugene nói rằng anh ta ổn và hỏi về vết máu trên tay Abraham. Abraham nói rằng vết thương trên tay của anh lại vừa hở miệng trở lại. Trước khi cả nhóm định quay vào xe để lấy lại những đồ đạc cần thiết, cả chiếc xe đã bốc lửa ngùn ngụt và thiêu rụi những gì còn bên trong.
Eugene cho rằng họ nên quay trở lại nhà thờ, nhưng Abraham kiên quyết rằng họ phải tiếp tục thực hiện nhiệm vụ của mình. Cả nhóm lại tiếp tục hành trình bằng cách đi bộ.
Một cảnh trong quá khứ lại hiện lên, Abraham đang đi khắp cửa tiệm tạp hóa để gọi Ellen, vợ của anh. Anh đứng khựng lại khi thấy Ellen cùng hai con mình đang trốn bên dưới một quầy thu ngân.
Quay trở lại hiện tại, tối hôm đó, nhóm của Abraham vào một cửa hàng sách và chọn đó làm nơi để nghỉ qua đêm. Ngay khi vào được bên trong, họ bắt đầu dùng những giá sách để chặn các cánh cửa lại, xé những trang sách ra để nhóm lửa và đun nước lấy từ trong nhà vệ sinh lên. Rosita dùng một đoạn dây lấy từ gáy một quyển sách để khâu vết thương trên tay cho Abraham.
Sau khi đã được Rosita khâu xong, Abraham đi đến bên cạnh cửa sổ và nhìn những xác sống phía bên ngoài. Glenn liền đi đến cạnh Abraham. Sau vài phút tâm sự, Glenn cho rằng Abraham nên vào trong và nghỉ một chút. Abraham đi vào nhưng thay vì nghỉ ngơi, anh đã quan hệ cùng với Rosita. Khi họ đang làm chuyện đó, Rosita phát hiện ra Eugene lại đang nhìn trộm họ từ phía sau một kệ sách. Abraham bật cười và cho rằng cô không nên bận tâm vì Eugene hoàn toàn vô hại.
Tara bất ngờ tiến đến từ phía sau Eugene, anh liền thừa nhận với cô rằng mình đang nhìn trộm Abraham và Rosita, rằng anh thích ngắm nhìn cơ thể phụ nữ và nghĩ rằng hành động của mình nhằm tìm sự giải trí là vô hại. Tara không mấy bận tâm về điều này, thay vì vậy, cô tìm Eugene chỉ để nói lời cảm ơn vì anh đã cứu mạng cô. Eugene tiết lộ rằng anh đã ngầm cố tình làm hỏng xe, khiến động cơ của nó bị chập. Anh đã cho những mảnh vụn thủy tinh vào dây dẫn xăng của xe lúc còn ở nhà thờ và cứ nghĩ rằng xe phải hỏng trước khi ra được đường lớn. Khi Tara hỏi về lý do vì sao mà anh làm vậy, Eugene nói rằng anh không thể sống sót trong thế giới này nếu như chỉ có một mình. Anh cho rằng nếu như mình không có khả năng cứu thế giới thì sẽ chẳng ai cần anh trong nhóm họ cả. Tara không đồng ý với quan điểm của anh, cô sẽ bảo vệ anh đơn giản bởi vì anh là bạn của cô. Tara nói rằng họ sẽ giữ bí mật về chuyện này và khuyên anh đừng nên làm điều dại dột ấy lần nữa.
Glenn đang nằm cạnh Maggie. Maggie vẫn trằn trọc vì suy nghĩ về những người còn ở lại nhà tù, cô cảm thấy tội lỗi vì đã tách khỏi nhóm. Glenn liền cố làm vợ vui bằng cách đùa về việc họ đang có một kỳ nghỉ trên sàn nhà của một tiệm sách.
Trong một cảnh flashback khác, Abraham đang nói với Ellen và hai con của mình rằng giờ đây họ đã an toàn vì anh đã ngăn những kẻ xấu lại rồi. Ellen run rẩy nhìn chồng trong khi hai con núp sau lưng cô và bám chặt lấy cô. Abraham cố trấn an họ rằng mọi chuyện đã ổn. Bất chợt, anh nhìn xuống bàn tay đẫm máu của mình.
Quay trở lại hiện tại, trời đã sáng và Rosita đang băng bó lại bàn tay cho Abraham. Cô cho rằng họ nên ở lại đây thêm một ngày nữa, nhưng Abraham yêu cầu cả nhóm phải tiếp tục đi. Anh cho rằng cứ mỗi phút mà họ lãng phí không đưa Eugene đến Washington thì lại có thêm nhiều người chết. Maggie nói rằng cửa hàng này hình như chưa từng bị ai lục lọi, họ nên ở lại hôm nay để tìm những nhu yếu phẩm bù lại cho những gì đã mất hôm qua, nhưng Rosita nói rằng họ sẽ kiếm những đồ cần thiết đó ngay trong khi chuẩn bị đồ để rời khỏi.
Abraham nói rằng anh đã tìm được một phương tiện đi lại, chính là một chiếc xe cứu hỏa ở gần đó, với khoảng 500 gallons nước ở bên trong. Sau một vài nỗ lực từ Abraham, chiếc xe chỉ khởi động được một lúc rồi lại chết máy. Khi anh đang loay hoay tìm cách sửa xe, một chiếc lốp xe lăn tới từ phía sau anh. Cả nhóm trông thấy một bầy xác sống lớn bước ra từ phía trong một tòa nhà (vốn bị chiếc xe cứu hỏa chặn lại nhưng đã được giải thoát do Abraham làm chiếc xe di chuyển). Khi mọi người đang lo lắng về số lượng lớn xác sống này, Eugene đã dùng vòi rồng của xe cứu hỏa phun về đám xác sống và hạ gục tất cả chúng. Glenn cho rằng họ có thể vào trong một cửa hàng gần đó để kiếm đồ, nhưng Abraham không muốn đợi thêm nữa, anh trèo lên nóc xe cứu hỏa và dọn dẹp những gì đã bịt kín động cơ. Abraham bật cười khi nhìn thấy một dòng chữ lớn dưới nền đất: "Có người bệnh bên trong, cứ để họ chết".
Tiếp tục một cảnh flashback nữa hiện ra, Abraham tỉnh giấc trên nền nhà của cửa hàng tạp hóa mà anh vẫn đang ở bên trong. Anh nhìn xung quanh nhưng không thấy vợ và hai con đâu. Abraham nhìn thấy một mảnh giấy mà vợ anh ghi rằng: "Đừng cố tìm bọn em" và lập tức chạy ra ngoài tìm họ.
Quay trở về hiện tại, nhóm Abraham đã tiếp tục hành trình của mình trên chiếc xe cứu hỏa. Tuy nhiên, động cơ xe lại một lần nữa bị hỏng và khiến xe dừng lại. Trong lúc chờ Abraham sửa xe, Eugene ngồi sau xe và đọc cuốn sách "The Shape Of Things To Come" của H.G. Well. Maggie đi đến nói chuyện với Eugene về lý do anh để mái tóc đó. Eugene nhắc lại một lần nữa rằng đó là vì anh thích kiểu tóc dó, nhưng Maggie cho rằng mái tóc này khiến mọi người biết rằng anh không giống như những người khác. Cô nghĩ rằng có rất nhiều nhà khoa học trong vị trí của anh đã từ bỏ việc tìm ra một con đường cứu thế giới, nhưng anh vẫn tiếp tục thực hiện sứ mệnh của mình, vậy nên anh không giống như những người khác.
Gió bỗng thổi tới và Glenn ngửi thấy mùi gì đó nồng nặc, cả nhóm nhìn thấy ở phía xa là một trang trại đã bị tràn ngập bởi rất nhiều xác sống. Glenn cho rằng họ nên quay lại và tìm một ngã rẽ khác, nhưng Abraham bỗng nổi cáu rằng anh sẽ không bao giờ quay đầu tìm ngã rẽ khác nữa, rằng họ có thể tìm được cách vượt qua.
Rosita phản đối quan điểm của Abraham, cô cho rằng ý kiến của mọi người là hợp lý. Nhưng Abraham nắm lấy người Eugene lôi xềnh xệch về phía xe, bất chấp sự ngăn cản của mọi người. Đến lúc này, Eugene mới hét lên rằng: "Tôi không phải là một nhà khoa học". Eugene chính thức thừa nhận rằng mình chỉ là một kẻ nói dối và không hề biết cách ngăn dịch bệnh lại.
Mọi người bị shock và nhìn Eugene. Rosita vẫn không tin nổi những gì cô đã nghe, cô nói rằng rõ ràng Eugene là một nhà khoa học. Nhưng Eugene bảo rằng anh chỉ là một kẻ thông minh dùng kiến thức của mình để lừa đảo mọi người. Anh chỉ muốn lừa người khác cùng đến Washington vì cho rằng ở đó có những trang thiết bị mạnh nhất cho việc sinh tồn của mọi người. Rosita tỏ vẻ thất vọng, cô nói rằng đã có rất nhiều người bỏ mạng chỉ để đưa Eugene đến D.C. Abraham liền xông tới đấm mạnh vào mặt Eugene, sau một vài cú đấm, Eugene ngã xuống. Rosita đã cản Abraham lại và cố hỏi xem Eugene có bị sao không, nhưng anh ấy đã bất tỉnh và không đáp lại. Abraham bỏ đi và khuỵu ngã trên đường, anh bật khóc.
Trong cảnh flashback cuối cùng, sau khi đi tìm vợ con mình, Abraham bàng hoàng nhận ra thi thể của họ sau khi bị xác sống ăn thịt. Anh tuyệt vọng và dí súng vào đầu mình định tự tử, nhưng trước khi anh kịp bóp cò, từ xa có tiếng hét của ai đó vang lên. Quay lại nhìn, anh thấy Eugene đang bị một vài xác sống đuổi theo cố tìm lấy. Abraham tiến lại giết chết chúng rồi bỏ đi. Eugene liền gọi Abraham và bảo anh dừng lại. Abraham hỏi lý do tại sao và Eugene đáp lại rằng vì Eugene có một nhiệm vụ rất quan trọng.

## Diễn viên

### Diễn viên chính
- Andrew Lincoln vai Rick Grimes*
- Norman Reedus vai Daryl Dixon*
- Steven Yeun vai Glenn Rhee
- Lauren Cohan vai Maggie Greene
- Chandler Riggs vai Carl Grimes*
- Danai Gurira vai Michonne*
- Melissa McBride vai Carol Peletier*
- Michael Cudlitz vai Abraham Ford
- Emily Kinney vai Beth Greene*
- Chad Coleman vai Tyreese Williams*
- Sonequa Martin-Green vai Sasha Williams*
- Josh McDermitt vai Eugene Porter
- Christian Serratos vai Rosita Espinosa
- Alanna Masterson vai Tara Chambler
- Seth Gilliam vai Gabriel Stokes*

*Không xuất hiện trong tập này

### Các diễn viên phụ khác
- Andrea Moore vai Ellen Ford
- Drake Light vai A.J. Ford
- Không rõ vai Becca Ford

## Cái chết trong tập
- 4 người đàn ông không rõ tên (Cảnh trong quá khứ)
- Ellen Ford (Cảnh trong quá khứ)
- A.J. Ford (Cảnh trong quá khứ)
- Becca Ford (Cảnh trong quá khứ)

## Đánh giá
Tập phim thu về phản hồi tích cực của các chuyên gia. Đặc biệt, diễn xuất của Michael Cudlitz nhận được nhiều lời khen ngợi. Trên trang Rotten Tomatoes, toàn bộ 100% 14 bài phê bình về tập phim đều mang tính tích cực. Zack Handlen của trang The A.V. Club cho "Self Help" điểm A (trên thang điểm từ F tới A). Trong bài đánh giá với số điểm 8.3 trên 10, Matt Fowler từ trang IGN nhận xét: "Tập phim đã lần đầu tiên đi sâu vào khai thác hai nhân vật Abraham và Eugene kể từ lần đầu họ xuất hiện trong tháng 2 vừa rồi. Eugene đã lợi dụng Abraham để sống sót. Còn Abraham, dù bị phản bội, nhưng cũng đã "lợi dụng" những lời dối trá đó của Eugene để phủ nhận việc cuộc sống của mình giờ đã hoàn toàn vô nghĩa. Nỗi đau sâu trong lòng đó được biểu hiện qua hình ảnh bàn tay không bao giờ ngừng dính máu của anh ấy...".

## Bên lề
- Lần đầu tiên xuất hiện của: Ellen Ford, Becca Ford, A.J. Ford.
- Tên của tập phim ban đầu được đặt là "The Choice", nhưng sau đó đã bị thay đổi vì một lý do nào đó.
- Tên của tập phim, "Self Help" ngụ ý cho việc Eugene nhìn trộm Rosita và Abraham quan hệ với nhau từ kệ sách tự lực.
- Tập phim tiết lộ rằng Abraham và Rosita đang có quan hệ tình cảm với nhau.
- Tập phim hé lộ rằng Eugene không phải là nhà khoa học, cũng không hề biết cách ngăn dịch bệnh lại mà chỉ là một kẻ nói dối.
- Đây là tập phim thứ 8 trong toàn bộ series mà Rick không xuất hiện.
  - Đây là tập phim liên tiếp thứ hai trong Phần 5 mà Rick không xuất hiện.
- Không giống như trong truyện tranh, quá khứ của Abraham đã được tiết lộ qua những cảnh flashback.